# Kissinger Lecture
La Kissinger Lecture on Foreign Policy and International Relations, en français conférence Kissinger sur la politique étrangère et les relations internationales, est une série de conférences annuelles données par une personnalité invitée à la bibliothèque du Congrès, aux États-Unis. Elle a été créée en 2001 en l’honneur d’Henry Kissinger, ancien secrétaire d’État des États-Unis sous la présidence de Richard Nixon, un an après la bourse Kissinger allouée au titulaire de la Henry Alfred Kissinger Chair in Foreign Policy and International Relations (chaire Henry-Alfred-Kissinger sur la politique étrangère et les relations internationales).
Les conférences ont été données par :
- Henry Kissinger, conférence inaugurale, en 2001 ;
- Valéry Giscard d'Estaing, en 2003 ;
- George Shultz, en 2004 ;
- Fernando Henrique Cardoso, en 2005;
- James Baker, en 2007.